# Sigu (köpinghuvudort i Kina, Hubei Sheng, lat 31,42, long 114,40)
Sigu (kinesiska: 四姑) är en köpinghuvudort i Kina. Den ligger i provinsen Hubei, i den centrala delen av landet, omkring 93 kilometer norr om provinshuvudstaden Wuhan. Antalet invånare är 22 858. Befolkningen består av 10 860 kvinnor och 11 998 män. Barn under 15 år utgör 17,0 %, vuxna 15-64 år 73 %, och äldre över 65 år 9,0 %.
Runt Sigu är det tätbefolkat, med 383 invånare per kvadratkilometer. Närmaste större samhälle är Xincheng, 15,1 km nordväst om Sigu. Trakten runt Sigu består till största delen av jordbruksmark.
Genomsnittlig årsnederbörd är 1 403 millimeter. Den regnigaste månaden är juli, med i genomsnitt 241 mm nederbörd, och den torraste är december, med 19 mm nederbörd.